# Lễ Chúa Kitô Vua
Lễ Chúa Giêsu Kitô Vua vũ trụ, thường được gọi là Lễ Chúa Kitô Vua hay Chúa Kitô Vua là một ngày lễ bổ sung tương đối gần đây vào lịch phụng vụ phương Tây, được Giáo hoàng Piô XI lập ra năm 1925, áp dụng cho Giáo hội Công giáo Rôma. Năm 1970, việc cử hành ngày lễ này trong giáo hội Công giáo được chuyển đến Chủ nhật cuối cùng của Mùa Thường niên. Do đó, ngày sớm nhất lễ này có thể là ngày 20 tháng 11 và muộn nhất là ngày 26 tháng 11.
Giáo hội Anh giáo, Lutheran và nhiều nhà thờ Tin lành khác cũng cử hành Lễ Chúa Kitô Vua, từng đề cập đến trong sách Bài giảng chung được sửa đổi. Người Công giáo truyền thống cũng cử hành buổi lễ này vào ngày ban đầu, Chủ nhật cuối cùng của tháng Mười. Ngày lễ này được tổ chức vào chủ nhật của Năm Phụng vụ và là Chủ nhật trước Chủ nhật Thứ Nhất Mùa vọng bởi các giáo xứ nghi thức phương Tây của Giáo hội Chính thống Nga bên ngoài nước Nga. Năm 2018, ngày lễ được tổ chức vào ngày 25 tháng 11.
Người Công giáo Rôma theo Nghi lễ Rôma ngoại thường như được cho phép theo Motu proprio Summorum Pontificum để sử dụng Lịch La Mã chung năm 1960, và như vậy tiếp tục cử hành Lễ trọng này vào ngày Chủ nhật cuối tháng Mười.
Trong cuộc đời Chúa Giêsu, biến cố thể hiện vương quyền của Chúa Giêsu là biến cố Chúa lên trời, ngự bên hữu Thiên Chúa Cha trong vinh quang. "Mọi quyền hành trên trời dưới đất đã được trao ban cho Ta". Đó là lời quả quyết của Chúa Kitô Phục Sinh trước khi sai các Tông Đồ ra đi rao giảng Tin Mừng cho mọi tạo vật. Như vậy, ngày lễ Chúa Thăng Thiên có thể nói là ngày mừng kính vương quyền của Chúa Giêsu Kitô một cách phù hợp hơn cả. Thế nhưng tại sao Giáo Hội lại mừng lễ Chúa Giêsu Kitô Vua vào Chúa Nhật cuối cùng của năm phụng vụ?
Năm phụng vụ tượng trưng cho chu kỳ thời gian bắt đầu từ Thiên Chúa và cuối cùng trở về với Ngài. Thiên Chúa là khởi đầu và là cuối cùng của lịch sử. Kết thúc năm phụng vụ, Giáo Hội nhắc lại giây phút chấm dứt, giây phút vũ trụ đạt đến cùng đích tột cùng là Thiên Chúa, giây phút Chúa Giêsu Kitô trở lại trong vinh quang. Trong viễn cảnh này thật là điều thích hợp cho việc Giáo Hội mời gọi con cái mình chiêm ngắm Chúa Giêsu Kitô Vua vũ trụ. Ngài đã nhập thể làm người trong một lịch sử dân tộc, cụ thể để thiết lập Nước Thiên Chúa trong lịch sử con người, và kể từ giây phút đó, Nước Thiên Chúa luôn luôn được phát triển, được lan rộng, cho đến mức thành toàn cuối cùng khi Chúa Giêsu Kitô ngự đến và đưa tất cả về cùng Thiên Chúa Cha.
Chúa Giêsu Kitô là Vua không những vì Ngài đã sinh ra làm người, thuộc dòng dõi vua Đavid, mà hơn nữa vì Ngài là Con Thiên Chúa, mọi sự nhờ Ngài mà được hiện hữu sinh động. Nhưng trớ trêu thay, Chúa Giêsu Kitô không thiết lập vương quốc của Ngài như một vương quốc phàm trần và bằng những phương tiện phàm trần như chiến tranh, chiếm đoạt bằng sức mạnh bạo lực. Không, nước Thiên Chúa được Chúa Giêsu thiết lập một cách kỳ diệu bằng một hành động hy sinh cao cả trên thập giá, tột đỉnh của cuộc đời của Chúa trên trần gian để chứng tỏ tình yêu của Thiên Chúa đối với con người.
Chúa Giêsu Kitô là vua khi Người bị treo lên thập giá. Thiên Chúa đã dùng hành động bêu xấu của quan Philatô khi quan này cho khắc ghi trên thập giá Chúa dòng chữ: "Đây là Vua dân Do Thái". Thiên Chúa đã muốn dùng hành động bêu xấu này như muốn nhắc nhở con người, để mạc khải cho con người một sự thật không thể chối bỏ được rằng: Chúa Giêsu Kitô là Vua. Ngài trổi vượt lên trên mọi người không những vì Ngài là Con Thiên Chúa làm người, mà vì Ngài đã thực hiện một hành động cao cả tuyệt vời: hy sinh mạng sống mình vì yêu thương con người để cứu rỗi con người.